# 17079 Lavrovsky
A 17079 Lavrovsky (ideiglenes jelöléssel 1999 HD9) a Naprendszer kisbolygóövében található aszteroida. A LINEAR projekt keretében fedezték fel 1999. április 17-én.